# Reichswehr
Pour les articles homonymes, voir Armée allemande.

Drapeau de la Reichswehr (1933-1935).

La Reichswehr [ˈʀaɪ̯çsˌveːɐ̯] , littéralement « défense du Reich », était l'armée de la république de Weimar, de 1919 à 1935. Son organisation reposait sur le traité de Versailles. Son nom, qui apparait en mars 1919 après la disparition de la Deutsches Heer, est officialisé en janvier 1921. La Reichswehr disparaît avec la création de la Wehrmacht, en mars 1935. Les vainqueurs de novembre 1918 voulurent — sans succès — imposer à cette armée des limitations matérielles afin de lui ôter toute velléité de revanche. Ces restrictions, plus ou moins respectées au début de la République, furent très amplement dépassées après l'avènement d'Adolf Hitler en 1933.
Le ministère de la Défense du Reich est responsable de ces prérogatives.

## Une petite armée soumise à des restrictions

### L'armée de terre

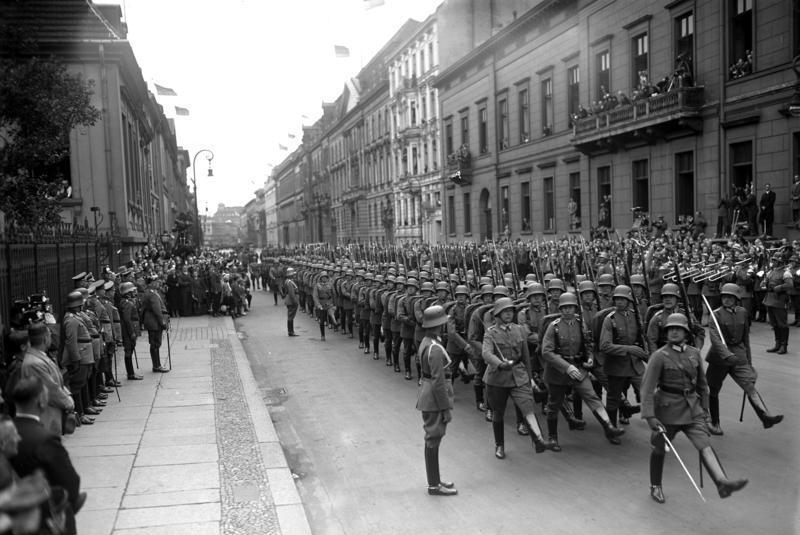
Parade de la Reichswehr dans la Wilhelmstrasse en 1932.

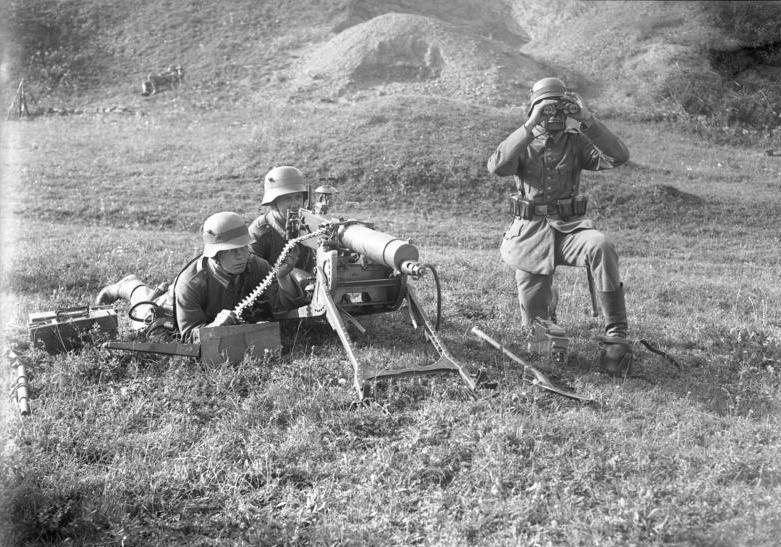
Manœuvres de la Reichswehr.

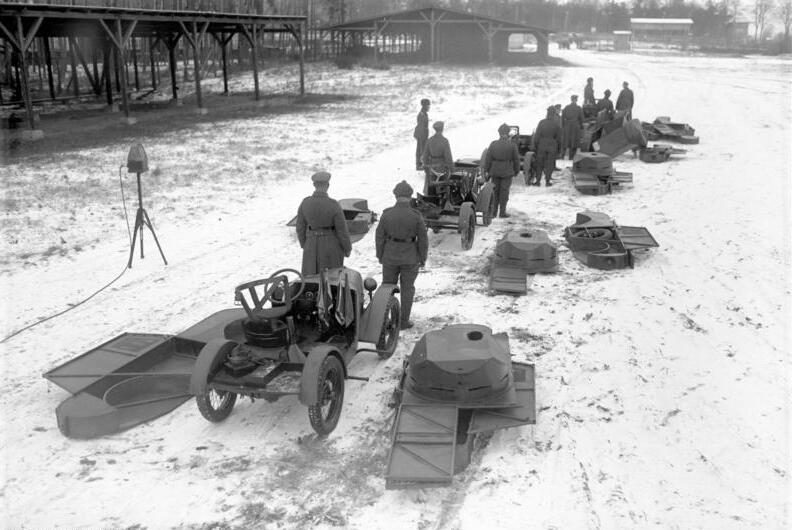
Manœuvres de la Reichswehr avec imitations de blindés.

Le traité de Versailles du 28 juin 1919 entend limiter fortement la puissance militaire d'une Allemagne qui pourrait se montrer revancharde. La limitation la plus célèbre est celle concernant le nombre de soldats de l'« Armée du Diktat » : 100 000 militaires au maximum doivent la composer (la Reichswehr provisoire au lendemain de la guerre compte 300 000 hommes, dont 40 000 officiers, deux fois plus que la Wehrmacht de 1939), tous militaires engagés (le traité de Versailles interdit à la fois le service militaire et la conscription). La durée de l'engagement est de vingt-cinq ans pour les officiers, douze ans pour les sous-officiers et hommes de troupe.
Les soldats de l'armée de terre conservent un uniforme proche de la coupe de 1914-1918, avec le casque lourd modèle 1916 ou modèle 1918 à échancrure. Le fusil Gewehr 98 est l'armement principal du fantassin, renforcé par la mitrailleuse légère MG 13.
Ainsi, pour l'armée de terre (la « Reichsheer »), le matériel lourd et offensif est en général interdit. C'est le cas pour les mitrailleuses lourdes, l'artillerie lourde, et les blindés, armes offensives qui contribuèrent à la victoire alliée. Ces interdictions concernent la possession de tels armements, mais aussi l'étude, la construction et l'importation.

### L’aviation
Le traité de Versailles impose à l'Allemagne la livraison aux pays vainqueurs de tous les engins aéronautiques : environ  15 000 appareils, 28 000 moteurs et 16 dirigeables sont livrés ou détruits. La construction et la dotation d'appareils aériens, de même que l'entraînement d'équipages, sont limités, le Reich disposant de la capacité de former 130 aviateurs, ces derniers constituant à la fois un instrument de veille doctrinale et le futur encadrement de la Luftwaffe.
Des limites dans les caractéristiques des appareils civils furent même prononcées, de 1922 à 1926. De grandes firmes aéronautiques allemandes fermèrent leurs portes, se reconvertirent à une autre activité (BMW, Bayerische Motoren Werke, spécialisée dans la construction de moteurs d'avions, se lança en 1923 dans celle de motos puis de side-cars et en 1927 dans celle de voitures) ou bien s'exilèrent à l'étranger (Fokker, Gotha…).

### La Reichsmarine
Le traité de Versailles stipule la livraison de la Kaiserliche Marine aux Alliés. Cependant, le 29 juin 1919, à l'annonce des clauses du traité relatives à la marine de guerre, la flotte, alors prisonnière des Britanniques, se saborde à Scapa Flow.
La flotte de la Reichsmarine ne doit pas dépasser 100 000 tonnes en tout, ne comporter aucune unité lourde ou récente, et son effectif est limité à 15 000 marins. En outre, la limite de tonnage par unité est de 10 000 t pour les cuirassés, 6 000 t pour les croiseurs, 600 t pour les destroyers. Les engins submersibles (sous-marins) sont interdits, tout comme les porte-avions.

### Possibilités permises par ces restrictions
Avec 80 000 à 90 000 candidatures par an, l'armée n'a aucun mal à recruter les 9 500 volontaires annuels autorisés.
La sélection physique et politique n'en est que plus rigoureuse. Sont généralement écartés de l’enrôlement les habitants des grandes villes industrielles (supposés être contaminés par les idées diffusées par les  sociaux-démocrates et par les communistes) ainsi que les Juifs.
Chaque engagé reçoit, outre un entraînement poussé et continuel, une instruction pour assurer les fonctions de deux échelons de grade supérieurs au sien : ainsi par exemple, un simple soldat doit se montrer capable d'assumer les fonctions de chef d'escouade en tant que caporal et de chef de groupe en tant que sergent. De plus, l'engagé, qui a signé un contrat où il est militaire pour une période maximale de douze ans, reçoit une formation professionnelle transposable dans  la vie civile dans le but d'assurer son retour à la vie civile, sans difficultés de reclassement, à la fin de son contrat.

## Restrictions contournées de multiples façons
Le talent des dirigeants militaires allemands fut d'appliquer mille ruses pour contourner secrètement les clauses du traité, en grande partie, pour préparer un renouveau de la puissance militaire.
Ces manipulations sous le sceau du secret adoptent un caractère organisé et révélé avec la loi des cartels de 1933 instauré par le régime nazi, ce qui industrialise la production de matériel de guerre.

## L’armée de terre

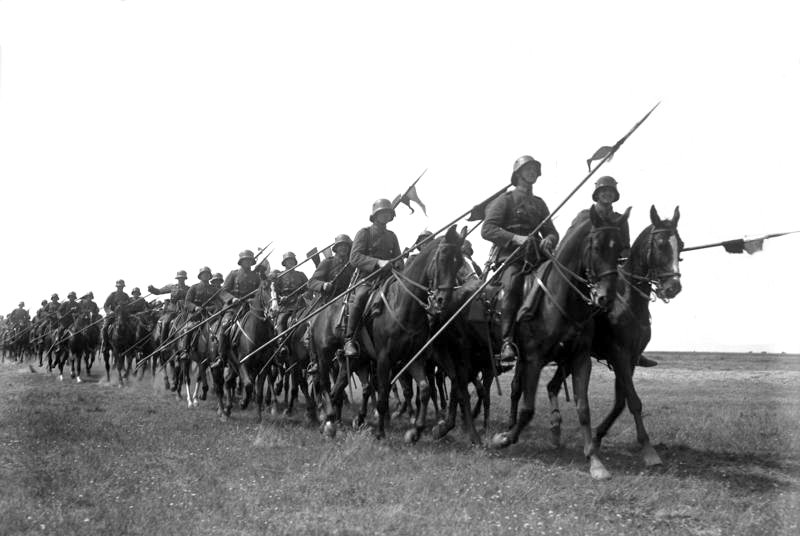
Les cavaliers lanciers de la Reichswehr en 1932. Ils ont composé jusqu'à 1/3 des effectifs de l'armée.

### Une armée expérimentale
Dotés d'une armée réduite, les chefs militaires et théoriciens eurent tout le loisir de méditer longuement sur les causes de la défaite et du succès allié, de définir les erreurs, de tenter de les corriger par un entraînement plus moderne, s'appuyant sur les dernières théories militaires (Guderian par exemple sur le règlement anglais de 1927) et les exemples de la Grande Guerre (ex. l'attaque des chars de combat durant la bataille de Cambrai). Ainsi, les mémoires du général Hoffmann ont un titre évocateur : la Guerre des occasions perdues. Il y étudie les manœuvres manquées sur le front oriental.

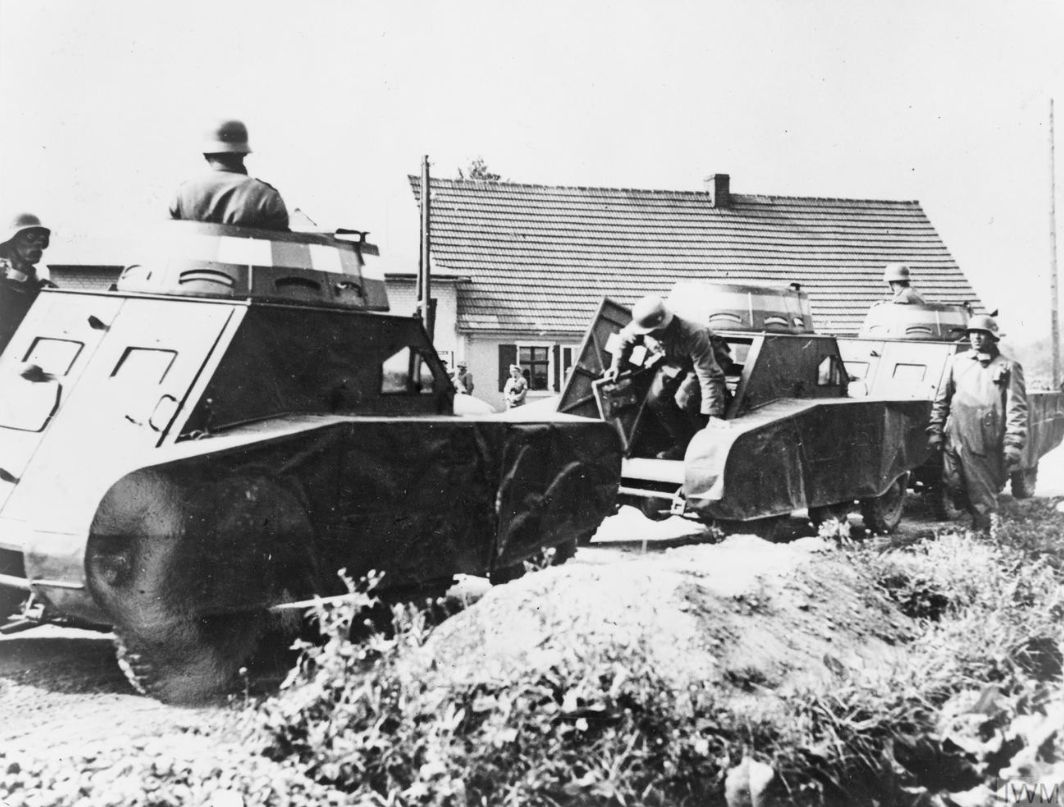
Faux blindés (attrappen) montés sur voitures.

Pour conjurer le souvenir du front statique de 1915 à 1918, la priorité est accordée au mouvement, et une armée réduite permet la théorisation, l'entraînement et l'équipement de matériels et d'unités mobiles. Aussi sont développées les troupes mobiles : cavalerie (un tiers de la Reichswehr), montées sur bicyclettes ou motocyclettes, et plus encore, motorisées.
Avec l'aide des Soviétiques, dont le gouvernement avait été reconnu par l'Empire allemand dès l'armistice de Brest-Litovsk le 15 décembre 1917 et qui fournissent le terrain nécessaire aux entrainements secrets, notamment pour la conduite et les manœuvres de blindés, est conçue une nouvelle troupe que sont les Fallschirmjäger ou parachutistes.
De nombreux camions servent au transport du personnel et de simples voitures sont armées d'une mitrailleuse. Les manœuvres, fréquentes, confortent l'idée de mobilité et forgent une nouvelle théorie de la guerre. Quant aux chars d'assaut, ils sont tout simplement simulés par les Tankattrappen, voitures bâchées de bois et de tissus. Les observateurs étrangers se gaussent de ces « détachements blindés », sans entrevoir la terrible menace qu'ils constituent pour le futur. Paradoxalement, l'armée allemande sait tirer les leçons de sa défaite, alors que les anciens alliés demeurent sur une conception surannée de la guerre moderne. C'est bien le prototype de la Blitzkrieg qui se forge au cours de ces années.
Autre exemple de contournement des restrictions : les mitrailleuses, MG 13 et, ensuite, MG 34 (mitrailleuse standard de la Wehrmacht), sont effectivement des mitrailleuses légères, servies par un seul homme et dotées d'un bipied. Mais les ingénieurs ont prévu secrètement la possibilité (plus tard utilisée) de poser la mitrailleuse sur un trépied lourd, donnant une assise permettant un feu nourri. La MG 34 est ainsi aisément convertible en mitrailleuse lourde.

### Une armée de cadres
La Reichswehr profite encore de ses faibles effectifs pour devenir, sinon une armée d'élite, du moins une pépinière de cadres prêts à diriger, le cas échéant, une armée plus nombreuse. Ainsi, l’« Armée du Diktat » est composée de 4 000 officiers, et plus de la moitié des effectifs est composée de sous-officiers et de caporaux ; mais chaque sous-officier reçoit une instruction supérieure à celle qui aurait correspondu à son grade.
Certes, la Kriegsakademie est supprimée mais l'état-major général (Truppenamt (en)) commandé par le général Von Seeckt (chef de la Reichswehr jusqu'en 1927) s'emploie à donner aux 4 000 officiers une instruction militaire très poussée. Ces cadres bien formés constituent la conséquence de la nouvelle doctrine d'emploi mise en place à partir de 1920 par le commandement : en effet, bénéficiant de contrats de vingt cinq ans de service, ces derniers sont capables d'encadrer des effectifs plus nombreux.

## Recherches militaires
Rapidement, les experts militaires de la République de Weimar puis du Reich mettent en œuvre d'ambitieux programmes afin de contourner les restrictions imposées par les Traités de paix et tirer parti au mieux des limitations imposées par les traités.

### Une importante réflexion doctrinale
Se développant dans un cadre contraint, recrutant du personnel motivé, la Reichswehr connaît, sous l'impulsion de ses chefs, une intense période de réflexion tactique et stratégique, aboutissant à la définition d'une nouvelle doctrine militaire.
L'offensive, la rapidité et la surprise sont ainsi systématiquement développées, dans le souvenir des Sturmtruppen, afin d'éviter la répétition d'une guerre de tranchées marquée par la multiplication d'attaques de masse sanglantes et inutiles.
De même, l'emploi de l'aviation est également repensé : les experts, encouragés par von Seeckt, proposent de lui donner deux axes principaux, le soutien au sol et le bombardement opératif, conçu de manière à déstructurer la profondeur adverse.
Une réforme du commandement est aussi encouragée, les commandants de troupes devant de préférence exercer leurs fonctions au plus près de la zone d'opérations.

### Des recherches menées à l'étranger
Interdites sur le sol allemand, les recherches se développent clandestinement à l'étranger : parallèlement au traité de Rapallo (16 avril 1922) sont signés différents accords militaires secrets entre l'URSS et l'Allemagne (commencés dès 1919 mais aboutissant en 1921-1922, ils disparaissent avec l'arrivée d'Adolf Hitler au pouvoir) Contre l'appui technique des ingénieurs allemands, les Soviétiques leur permettent de contourner le Traité de Versailles (1919); les Allemands peuvent en effet concevoir et tester sur le sol russe (de 1924 à 1932) des armes qui leur sont normalement interdites :
- des usines sont créées : plusieurs firmes allemandes (Krupp Ag, Rheinmetall-Borsig, Daimler…) créent ainsi des prototypes de chars d'assaut, testés en Union soviétique. Camouflés sous des noms anodins, les Grosstraktor I, II et III, ainsi que le « leichte Traktor », vont paver la voie aux futurs panzers : le Pz I est ainsi rapidement créé en 1934 ;
- Kama (près de Kazan) devient un lieu d'entraînement pour les tanks ;
- Lipetsk permet de développer une aviation de combat moderne ;
- Tomka (vers Saratov) sert de zone de test pour les gaz de combat.

### L’aviation

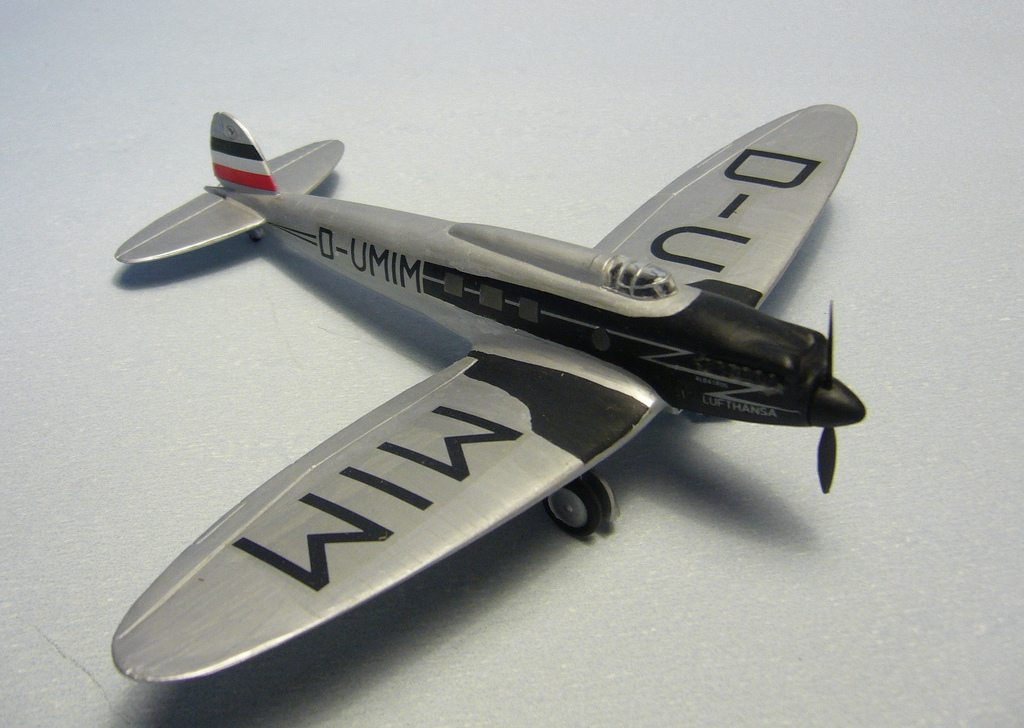
Maquette du Heinkel He 70, avion courrier civil. Pour la firme, son développement a été déterminant pour aboutir ensuite au bombardier He 111, produit en grandes quantités pendant tout le second conflit mondial.

Si certaines firmes s'expatrient d'Allemagne dans les années 1920, comme Fokker, d'autres se créent et fourniront la future Luftwaffe : Junkers en 1920, Heinkel et Dornier (créée par un Français expatrié) en 1922, Focke-Wulf en 1924.
La Deutsche Lufthansa (1926) civile se dote d'une flotte importante, moderne, et forme de nombreux pilotes qui voleront plus tard dans l'armée de l'air. Les matériels, moteurs en particulier, font l'objet d'études poussées. Certains appareils, tout en ayant un usage civil, sont développés pour être aisément convertibles en avions militaires, de reconnaissance ou de bombardement. C'est le cas du Ju 52, qui forme les trois quarts de la Lufthansa au début des années 1930 et qui reste en service dans la Luftwaffe jusqu'en 1945.
D'autres appareils militaires sont conçus à l'étranger (en URSS essentiellement, à Lipetsk, où de nombreux pilotes s'entraînent), ou demeurent à l'état de plans dans les cartons des firmes allemandes.
Le général Von Seeckt développe un état-major secret pour l'aviation dans les bureaux de la Reichswehr (Truppenamt), avec d'anciens officiers pilotes, et favorise l'entraînement de pilotes, dans la Lufthansa, à l'étranger, ou dans les écoles civiles de pilotage. En effet, les écoles de vol à voile, sport aérien autorisé, sont très nombreuses et la plus grande, la Deutscher Luftsportverband, compte en 1930 (dix ans après sa création) 50 000 membres.
Ces études n'intègrent cependant pas de réflexions sur la nécessité de préparer le bombardement stratégique des centres de production et les vecteurs de la puissance adverse, qui nécessite à la fois la mise en place d'avions à longs rayons d'action et la construction en nombre significatif de porte-avions.
Les pilotes sportifs allemands concourent aux nombreuses coupes que ce soit d'aviation à moteurs ou de planeurs. Ils deviendront des cadres de l'armée de l'air allemande, exécutant des opérations telle la prise des forts belges du canal Albert en atterrissant sur leurs toits.

### La Reichsmarine
Là encore, la marine utilise les deux stratagèmes pour passer outre au traité de Versailles

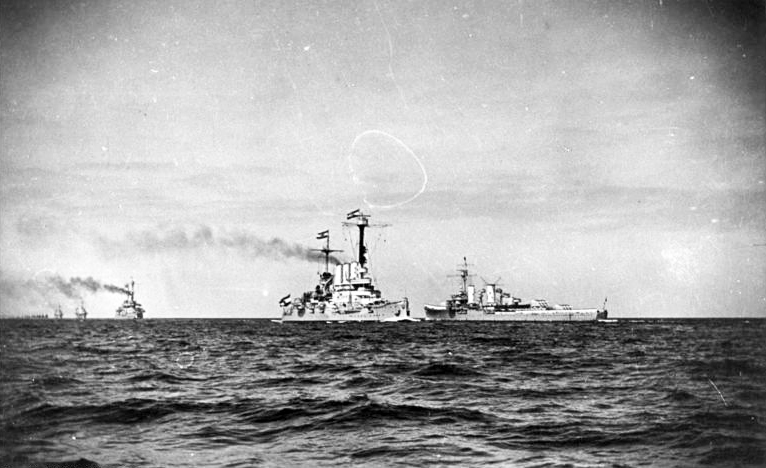
Bâtiments de la Reichsmarine en manœuvres en 1929. Un croiseur de classe K figure à droite.

Dès 1922, la Reichsmarine entreprend un effort de rénovation. De nouveaux plans stratégiques sont élaborés, les constructions récentes mettent l'accent sur la qualité des nouveaux bâtiments. Des croiseurs légers à capacité océanique sont construits. Surtout, trois cuirassés (Panzerschiffe) sont construits selon les normes limitatives, mais leurs capacités guerrières sont considérablement accrues : vitesse inégalée, et surtout fort armement de 6 pièces de 280 mm qui surclasse les croiseurs lourds et leurs 203 mm. Ces « cuirassés de poche », le Deutschland, l’Admiral Scheer et surtout l’Admiral Graf Spee méneront des actions efficaces contre les Alliés au cours de la Seconde Guerre mondiale.
Par suite des restrictions en matière de dépenses d'armement stipulées par le traité de Versailles, les chantiers navals de Kiel traversent une grave crise au début des années 1920. Ils doivent se reconvertir et se consacrent pendant quinze ans à la fabrication de navires de luxe ; mais simultanément, les injonctions du traité de Versailles concernant l'arrêt de la production de sous-marins sont contournées par la mise en place d'une organisation clandestine aux Pays-Bas, le « bureau d'études » Ingenieurskantoor voor Scheepsbouw qui, fort des plans et brevets de la marine impériale, poursuit les recherches des ingénieurs allemands sur cette arme : en plus des navires de surface, huit sous-marins provenant de plans d'étude allemands sont construits en Espagne, Finlande et Pays-Bas. Ils vont servir de banc d'essai pour les futurs U-Boot.

## La Reichswehr noire
Enfin, si l'armée est limitée à 100 000 hommes, le nombre de civils recevant plus ou moins une formation paramilitaire est bien supérieur. Ils forment ce qu'on appelle la « Reichswehr noire ».

### Les vétérans

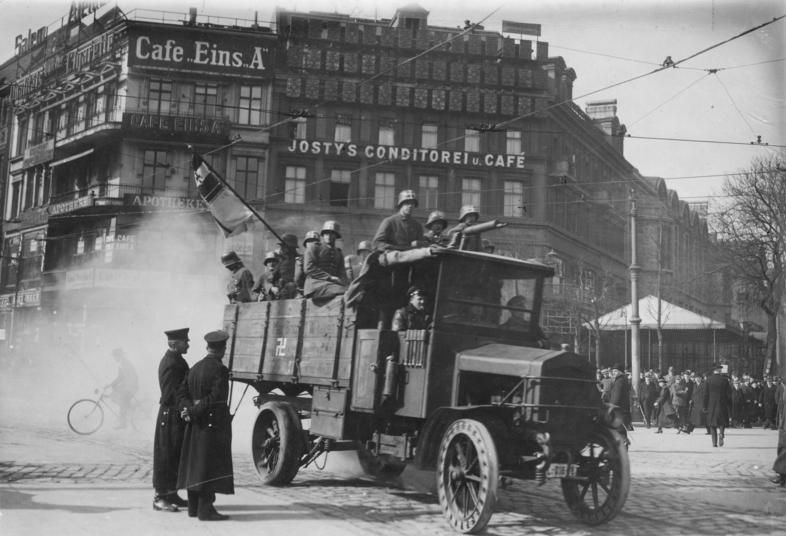
Freikorps arborant des sauvastikas, sans lien avec le national-socialisme. Les symboles de tête-de-mort furent aussi couramment utilisés.

Réunis dans de nombreuses associations d'anciens combattants, ils constituent une réserve évidente de combattants potentiels déjà entraînés, souvent mus d'idées de revanche. La plus importante est l'association des « Casques d'acier » (Stahlhelm, Bund der Frontsoldaten, 1918-1935), qui compte  500 000 membres en 1930. Elle cultive le culte de l'armée allemande et possède de forts aspects paramilitaires, dont l'uniforme. Sa branche des Jeunes casques d'acier pratique même pour les jeunes adultes ou adolescents une préparation militaire, avec le soutien actif des militaires allemands.
Autres vétérans, passionnés de vie militaire et de combat : ceux des Freikorps, ou corps-francs, ont  combattu  en particulier dans les pays baltes en 1919-1923 et , par conséquent, ont accru le potentiel militaire de ces années, n'ayant pas d'existence administrative propre. De nombreux soldats des Freikorps rejoignent la Reichswehr par la suite.

### Les formations paramilitaires
Les formations paramilitaires politisées sont très nombreuses dans la république de Weimar. C'est le cas de création dès 1921 de la SA du Parti national-socialiste, et dans une moindre mesure, de la garde personnelle d'Hitler, la SS, créée en 1925. La SA, dirigée par le capitaine de la Reichswehr Ernst Röhm, atteint à la veille de la nuit des Longs Couteaux (fin juin 1934) l'effectif pléthorique de près de 4,5 millions d'hommes, par l'incorporation des anciens combattants, soit plus de quarante fois celui de la Reichsheer. Quant aux Jeunesses hitlériennes, elles suivent elles aussi un entraînement paramilitaire, et le NSKK -service de transport du parti nazi- entraîne au maniement du matériel motorisé.

## Conclusion

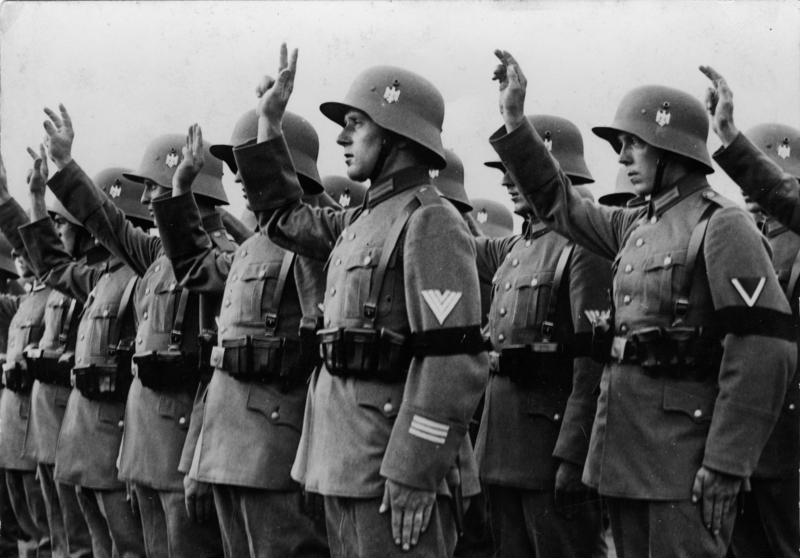
Soldats de la Reichswehr prêtant serment à Hitler en 1934 ; ils arborent un brassard de deuil pour la mort d'Hindenburg et l'aigle du Troisième Reich.

Lorsque la Wehrmacht naît officiellement en mars 1935, elle a derrière elle quinze années d'expériences, d'expérimentations, d'entraînements. L'essentiel de ses cadres et de ses futurs colonels et généraux sont en place. Ses soldats et ses sous-officiers, très bien instruits des techniques de combat, maîtrisent déjà les conceptions les plus innovantes - et offensives - de la guerre moderne. De très nombreux civils connaissent un rudiment de vie militaire, voire de maniement des armes. D'autres maîtrisent le pilotage aérien. Quant au matériel, il est déjà construit ou prêt à être construit, et le sera à régime industriel à compter de 1936 grâce au Vierjahresplan. Dès 1935, la nouvelle armée allemande dévoile son jeu et met en service les premiers sous-marins et un blindé léger de combat, avec des hommes entraînés sur cet engin.
Quant aux fusées, les premières sont étudiées avec l'appui de la Reichswehr, échappant aux interdictions de Versailles : en 1929 est créé le Bureau des engins balistiques spéciaux. En 1930, la direction en est confiée au capitaine Walter Dornberger, le futur directeur de Peenemünde. Il reçoit la mission d'étudier une fusée à destination militaire, dont les essais auront lieu devant des inspecteurs de l'artillerie. Ainsi, en 1932, le jeune chercheur Wernher von Braun devient un des cadres civils de la Reichswehr.
« Armée de la honte », « armée du Diktat » en façade, incapable par ses effectifs de mener une guerre européenne, la Reichswehr cache un fort potentiel qui contribue, au moins à parts égales avec la politique nationale-socialiste, à la création de la Wehrmacht.

## Forces de la Reichsheer
L'armée de terre (Reichsheer) est organisée comme suit : 
- 2 Gruppenkommandos (équivalent à des corps d'armée, forts de trois à quatre divisions)

- 10 divisions de la Reichsheer, réparties en 7 régions militaires (Wehrkreis) :
  - 7 divisions d'infanterie (« Infanterie-Division ») comprenant chacune 3 régiments d'infanterie, un régiment d'artillerie, un bataillon du génie, un bataillon des transmissions, un bataillon de transport, un bataillon médical,
  - 3 divisions de cavalerie (« Kavallerie-Division »), comprenant chacun 6 régiments.